# 米槁
米槁（学名：Cinnamomum migao）为樟科樟属的植物，为中国的特有植物。分布在中国的广西、云南等地，生长于海拔500米的地区，常生于林中，目前尚未由人工引种栽培。

## 别名
麻告（云南富宁壮语） 大果樟（广西天峨）